# Spider (banda)
Spider foi uma banda estadunidense formada em Nova Iorque. Tiveram sucesso com a canção "New Romance (It's a Mistery)", que entrou no top 40 nos Estados Unidos, alcançando a posição #39 na Billboard Hot 100 em 1980. No Canadá, a canção chegou a posição #65. No mesmo ano, lançaram o álbum homônimo, que alcançou a posição #130 na Billboard 200. Mais dois singles foram lançados, "Everything Is Alright" (#86 na Billboard Hot 100) e "Little Darlin'" (esta última foi relançada pela cantora Sheila, e sua versão alcançou a posição #49 na Billborad Hot 100).
Em 1981, lançaram o segundo álbum, chamado Between the Lines, que alcançou a posição #185 na Billboard 200. Dois singles foram lançados desse álbum: "It Didn't Take Long" (#43 na Billboard Hot 100) e "Better Be Good to Me". "Better Be Good to Me" foi relançada pela cantora Tina Turner, e sua versão entrou no Top 5 além de render a ela um Grammy na categoria Best Female Rock Vocal Performance.

## Discografia

### Álbuns de estúdio
| Ano               | Detalhes do álbum                                 | Posições |
| Ano               | Detalhes do álbum                                 | EUA      |
| ----------------- | ------------------------------------------------- | -------- |
| Spider            | - Lançamento: 1980 - Gravadora: Dreamland Records | 130      |
| Between the Lines | - Lançamento: 1981 - Gravadora: Dreamland Records | 185      |

### Singles
| "New Romance (It's a Mistery) "                                                             | 1980 | 65 | 39 | Spider            |
| "Everything Is Alright"                                                                     | 1980 | —  | 86 | Spider            |
| "Little Darlin'"                                                                            | 1980 | —  | —  | Spider            |
| "It Didn't Take Long"                                                                       | 1981 | —  | 43 | Between the Lines |
| "Better Be Good to Me"                                                                      | 1981 | —  | —  | Between the Lines |
| "—" denota uma gravação que não entrou na parada ou que não foi lançada naquele território. |      |    |    |                   |